# Mediolanum
Mediolanum, den antikke by, hvor Milano ligger i dag, var oprindeligt en insubrisk by, men blev senere en vigtig romersk by i Norditalien.
Byen blev bosat af en keltisk stamme, der tilhørte insubrer-gruppen og tilhørte Golasecca-kulturen under navnet Medhelanon omkring 590 f.Kr. Den blev erobret af romerne i 222 f.Kr., som latiniserede byens navn til Mediolanum, og udviklede sig til et centralt centrum for den vestlige kristendom og det Vestromerske Rige uformelle hovedstad. Det faldt under den Goterkrigen hærgen, blev erobret af langobarderne i 569, som besluttede at gøre at gøre Ticinum (nutidens Pavia) til hovedstaden i deres kongerige.
Under Principatet var befolkningen 40.000 i 200 e.Kr. Da byen blev hovedstad i det Vestromerske Rige under kejser Maximian (r. 286-305), steg befolkningen til 100.000 mennesker, og dermed blev byen en af de største byer i det romerske Italien.

## Historie
Byen blev bosat af en keltisk stamme, der tilhørte insubrer-gruppen og tilhørte Golasecca-kulturen, omkring 590 f.Kr. under navnet Medhelanon. I henhold til legenden rapporteret af Livius sendte den galliske kong Ambicatus sin nevø Bellovesus ind i det nordlige Italien i spidsen for en gruppe fra galliske stammer. Denne Bellovesus siges, i henhold til denne legende, at have grundlagt Mediolanum (i Tarquinius Priscus' tid). Romerne, ledet af konsul Gnæus Cornelius Scipio Calvus, kæmpede mod insubrerne og erobrede byen i 222 f.Kr. Lederen af Insubrerne underkastede sig den Romerske Republik og gav romerne kontrol over byen. Romerne erobrede til sidst hele regionen og kaldte den nye provins det Cisalpine Gallien ("Gallien på denne side af Alperne" ), og gav byen dets latiniserede keltiske navn. På gallisk betød *medio "midten eller center" og navneelementet *lanon er den keltiske ækvivalent til det latinske 'planum "slettet". Således betyder *Mediolanon (eller på latin: Mediolānum) betyder "midt af sletten".
Mediolanum varvigtig på grund af sin beliggenhed som et knudepunkt i det norditalienske vejnet. Polybios beskriver landet som rigt på vin, alle slags korn og fint uld. Svinebesætninger, både til offentlig og privat forsyning, blev opdrættet i dets skove, og folket var kendt for deres gavmildhed.
I den kejser Augustus periode var Mediolanum kendt for sine skoler. Byen havde et teater og et amfiteater (129,5 X 109,3 m). En stor stenmur omkransede byen på Cæsars tid og blev senere udvidet i slutningen af det tredje århundrede e.Kr. af Maximian. Mediolanum blev gjort til hovedsæde for præfekten i Ligurien (Praefectus Liguriae) af Hadrian, og Konstantin gjorde det til sæde for præfekten i Italien (Vicarius Italiae). I det tredje århundrede besad Mediolanum en møntanstalt, et horreum og et kejserligt mausoleum. I 259 besejrede romerske legioner, under kommando af kejser Gallienus, alemannerne i forbindelse med Slaget ved Mediolanum.

I 286 flyttede kejser Diocletian hovedstaden i det Vestromerske Rige fra Rom til Mediolanum. Han valgte at opholde sig i Nicomedia i det Østromerske Rige og efterlod sin kollega Maximian på Mediolanum. Maximian byggede flere gigantiske monumenter, det store circus (470 x 85 meter), Hercules bade eller termer, et stort kompleks af kejserlige paladser og andre tjenester og bygninger, hvoraf der er få synlige spor tilbage i dag. Maximian udvidede byområdet, som blev omgivet af en ny, større stenmur (ca. 4,5 km lang), der dækkede et areal på 375 acres med mange 24-sidede tårne. Det monumentale område havde tvillingetårne; én, der var inkluderet i klostret San Maurizio Maggiore, findes fortsat og er 16,60 m høj.
Det var fra Mediolanum, at kejser Konstantin udstedte det, der idag er kendt som Milano-ediktet i 313 e.Kr., der gav tolerance til alle religioner i Kejserriget – og dermed banede vejen for, at kristendommen blev den dominerende religion i det Romerske Kejserrige. Konstantin var i Mediolanum for at fejre brylluppet af sin søster til den østlige kejser, Licinius. Der var kristne samfund i Mediolanum, som bidrog med sin andel af martyrer under forfølgelserne, men den første biskop af Milano – som har en fast historisk tilstedeværelse – var Merokles, som var ved koncilet i Rom i 313. I midten af det fjerde århundrede delte den ariske strid de kristne i Mediolanum: Constantius støttede ariske biskopper, og til tider var der rivaliserende biskopper. Auxentius af Milano (død 374) var en respekteret arisk teolog.
På tidspunktet for biskoppen St. Ambrosius (biskop 374-397) – der slog arierne – og kejser Theodosius I, opnåede Mediolanum sit højdepunkt hvad angik magt.
Byen havde også en række basilikaer, der blev tilføjet i det sene fjerde århundrede e.Kr. Disse er San Simpliciano, San Nazaro, San Lorenzo og kapellet San Vittore, der ligger i basilikaen Sant'Ambrogio. Generelt tilskyndede det sene Kejserrige udviklingen af de anvendte kunster i Mediolanum, hvor elfenbens- og sølvarbejde var almindeligt i offentlige byggeprojekter. I krypten af Duomo overlever ruinerne af den gamle kirke Saint Tecla og dåbskirken, hvor St. Augustin af Hippo blev døbt.
I 402 blev byen belejret af goterne, og den kejserlige residens blev flyttet til Ravenna. I 452 blev den igen belejret af Attila, men det virkelige brud med dens kejserlige fortid kom i 538, under Goterkrigen, da Mediolanum blev lagt øde af Uraia – en nevø af Vitiges – der var goternes konge, med store tab af menneskeliv. Langobarderne gjorde Ticinum (nutidens Pavia) til deres hovedstad (omdøbte den til 'Papia', herfra det moderne Pavia kommer), og det tidlige middelalderlige Milano blev overladt til at blive styret af dets ærkebiskopper.

## Eftermæle
Det antikke bynavn mindes i Mediolanum Forum i Assago og Mediolanum Corporate University, Milano.

## Eksterne links
- Kort og nogle originale billeder af Mediolanum-rester